# Lycium verrucosum
Lycium verrucosum är en potatisväxtart som beskrevs av Alice Eastwood. Lycium verrucosum ingår i släktet bocktörnen, och familjen potatisväxter. Inga underarter finns listade i Catalogue of Life.